# اشلی هارکلرود
 اشلی هارکلرود (انگلیسی: Ashley Harkleroad؛ زاده ۲ مهٔ ۱۹۸۵) یک تنیس‌باز اهل ایالات متحده آمریکا است.